# Нол
Нол (англ. Naul [nɔ:l]; ирл. An Aill) — деревня в Ирландии, находится в графстве Фингал (провинция Ленстер).

## Месторасположение
Деревня Нол расположена на пересечении автомобильных дорог R122 и R108 регионального масштаба. R122 соединяет городской район Дублина Финглас по южной территории с городом Балбригган, R108 — центр Дублина с портовым городом Дроэда.

## Демография
Население — 196 человек (по переписи 2006 года). В 2002 году население составляло 215 человек.
Данные переписи 2006 года:
| Общие демографические показатели |               |                               |                               |      |      |
| Всё население                    | Всё население | Изменения населения 2002—2006 | Изменения населения 2002—2006 | 2006 | 2006 |
| 2002                             | 2006          | чел.                          | %                             | муж. | жен. |
| 215                              | 196           | −19                           | −8,8                          | 101  | 95   |